# Pieter

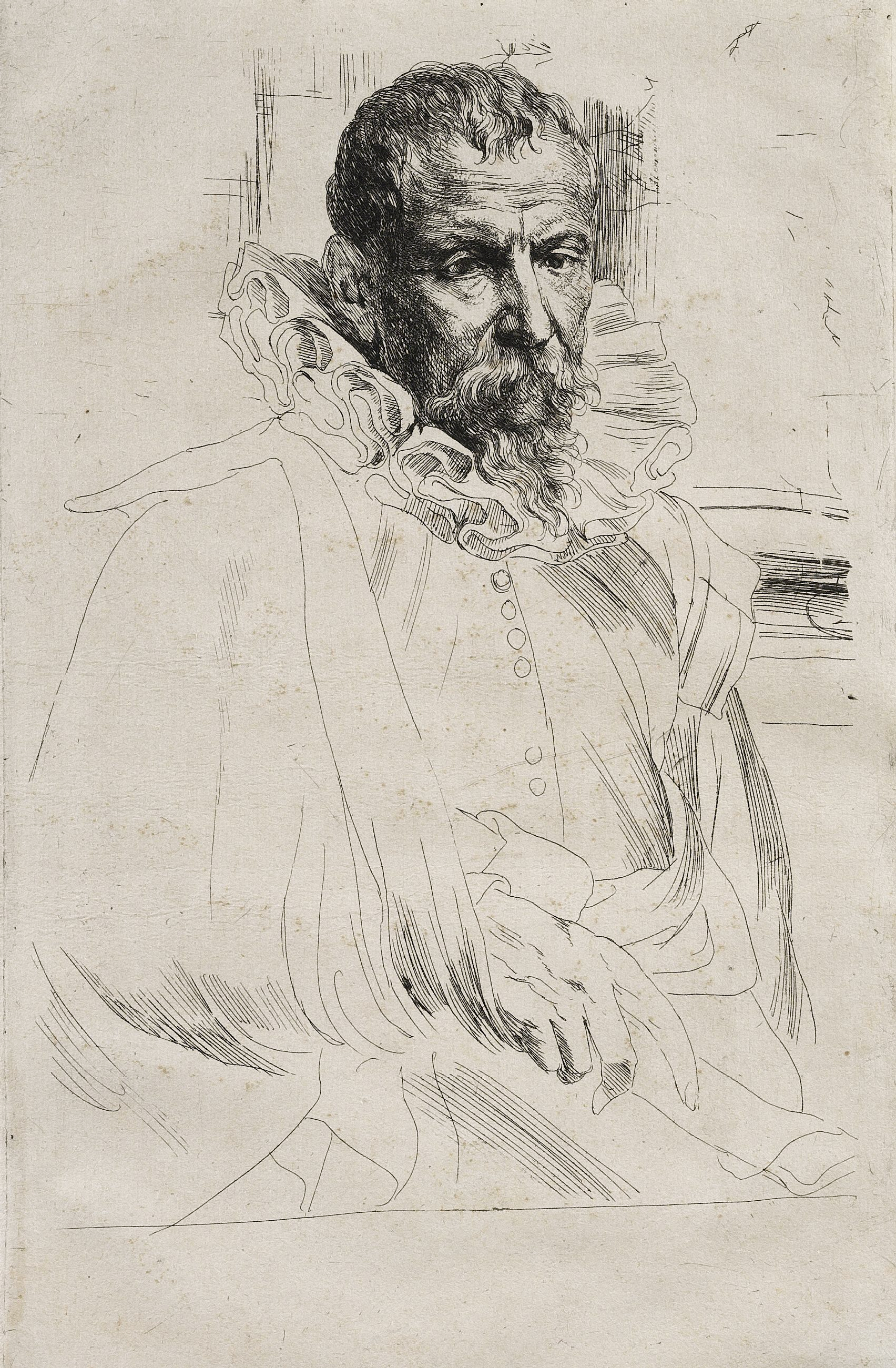
Pieter Brueghel de Jonge

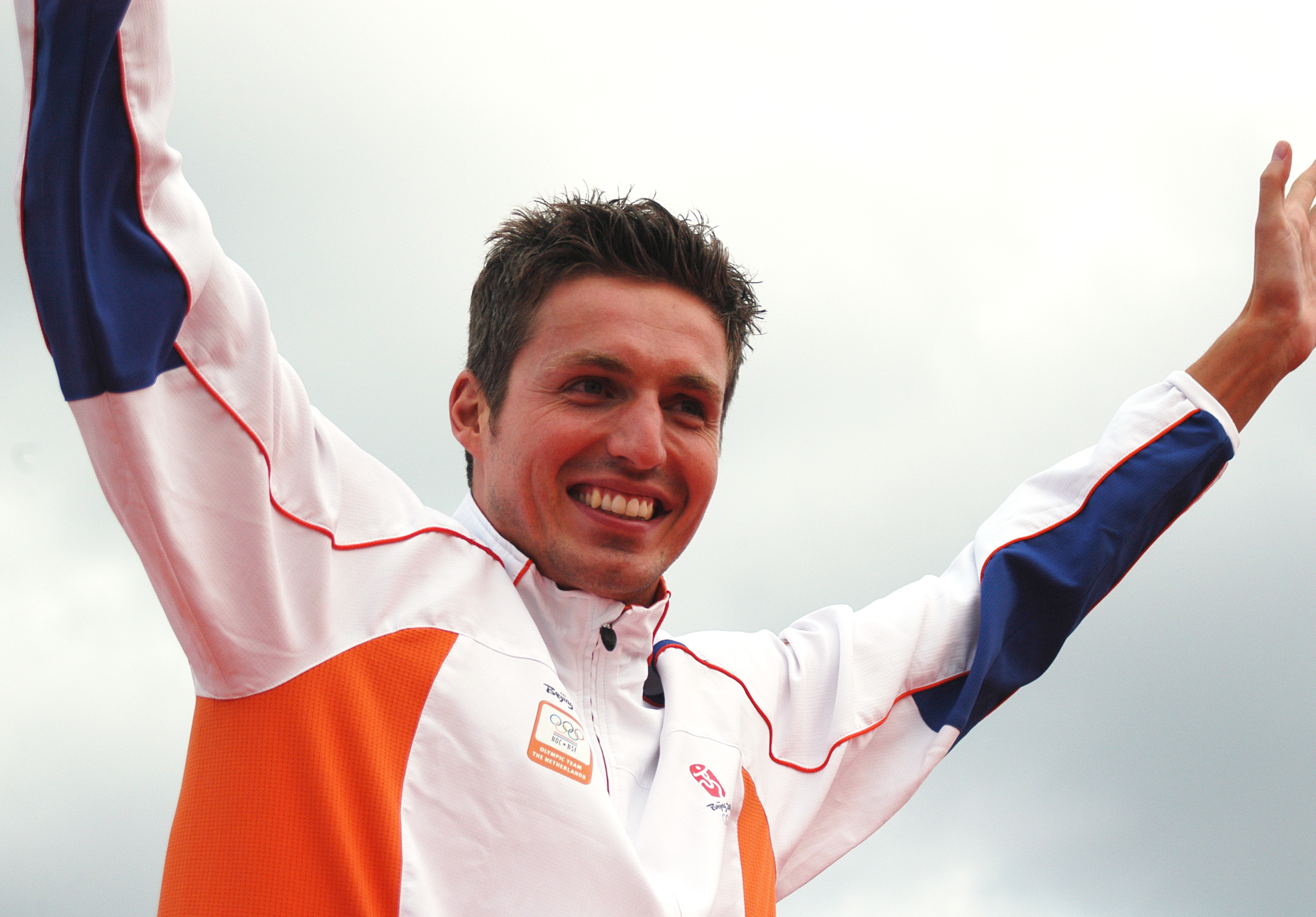
Pieter van den Hoogenband

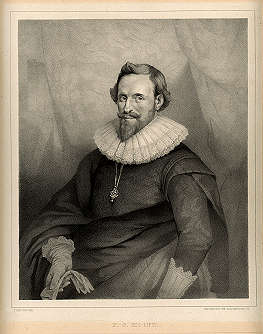
Pieter Corneliszoon Hooft

Pieter is een Nederlandse jongensnaam. Het is een Nederlandse variant van de Latijnse naam Petrus, die teruggaat op het Griekse woord petros (πετρος; Proto-Indo-Europees: pattra), dat rots betekent, en staat symbool voor vastheid en betrouwbaarheid. De naam wordt soms ook afgekort tot Piet. De Friese variant van Pieter wordt soms geschreven als "Piter". Vrouwelijke vormen zijn onder meer Pietje, Pieterdina, Pie, Pernette, Petertje, Petra, Petrosina, Petronette en Petronella.

## Heilige
- Sint-Pieter of Petrus, een van de twaalf apostelen van Jezus en de eerste paus voor de katholieken

## Bekende naamdragers

### Pieter
- Pieter Aertsen, Nederlands kunstschilder
- Pieter Appelmans, Zuid-Nederlands architect
- Pieter Aspe, Belgisch schrijver
- Pieter Bogaers, Nederlands econoom en politicus
- Pieter Bruegel de Oude, Vlaams kunstschilder
- Pieter Brueghel de Jonge, Vlaams kunstschilder
- Pieter Caland, Nederlands ingenieur
- Pieter Cilissen, Belgisch paralympisch atleet
- Pieter Coecke van Aelst, Vlaams schilder, beeldhouwer, architect, auteur, ontwerper van goudsmeedwerk en tekenaar
- Pieter Daens, Belgisch uitgever en politicus
- Pieter de Coninck, Vlaams wever en volksleider
- Pieter De Crem, Belgisch politicus
- Pieter de Decker, Belgisch politicus en auteur
- Pieter de Kempeneer, Zuid-Nederlands kunstschilder
- Pieter De Somer, Belgisch hoogleraar, medicus en bioloog
- Pieter Embrechts, Belgisch acteur en zanger
- Pieter Feller, Nederlands schrijver
- Pieter Florisse, Nederlands admiraal
- Pieter van Geel, Nederlands politicus
- Pieter Goemans, Nederlands componist en tekstschrijver
- Pieter Harting, Nederlands bioloog, arts, farmacoloog, wiskundige, methodoloog en hydroloog
- Pieter de Hooch, Nederlands kunstschilder
- Pieter van den Hoogenband, Nederlands zwemmer
- Pieter Corneliszoon Hooft, Nederlands dichter, toneelschrijver en historicus
- Pieter Huyssens, Vlaams jezuïet en architect
- Pieter Langendijk, Nederlands schrijver en dichter
- Pieter Lastman, Nederlands schilder
- Pieter Loridon, Belgisch basketbalspeler en televisiepersoonlijkheid
- Pieter Lutz, Nederlands acteur
- Pieter Omzigt, Nederlands politicus
- Pieter Post, Nederlands architect en kunstschilder
- Pieter Pourbus, Nederlands-Vlaams kunstschilder, beeldhouwer, tekenaar en cartograaf
- Pieter Saenredam, Nederlands kunstschilder, tekenaar en prentmaker
- Pieter Timmers, Belgisch zwemmer
- Pieter Jelles Troelstra, Nederlandse advocaat, journalist en politicus
- Pieter van Coninxloo, Zuid-Nederlands kunstschilder
- Pieter Eduard Verkade, Nederlands scheikundige en hoogleraar
- Pieter van Vollenhoven, Nederlands hoogleraar
- Pieter Weening, Nederlands wielrenner

### Piter
- Piter Boersma, Nederlands schrijver en lexicograaf
- Piter Wilkens, Nederlands zanger, gitarist, componist en tekstschrijver

## Fictief figuur
- Pieter Post, hoofdpersonage uit de gelijknamige Engelse animatieserie
- Pieter Pulking, personage uit de Harry Potterboeken van de Britse schrijfster J.K. Rowling
- Pieter Van In, hoofdpersonage uit de boeken van de Belgische schrijver Pieter Aspe